# Красная Рудня
Красная Рудня — посёлок в Старошайговском районе Мордовии в составе Новоакшинского сельского поселения.

## География
Находится на расстоянии примерно 23 километра по прямой на восток от районного центра села Старое Шайгово.

## История
Основан в 1925 году переселенцами из сел Лемдяй и Новотроицкое. В 1931 году учтено 17 дворов.

## Население
Постоянное население составляло 207 человек (русские 100 %) в 2002 году, 141 в 2010 году.